# Malina (roślina)

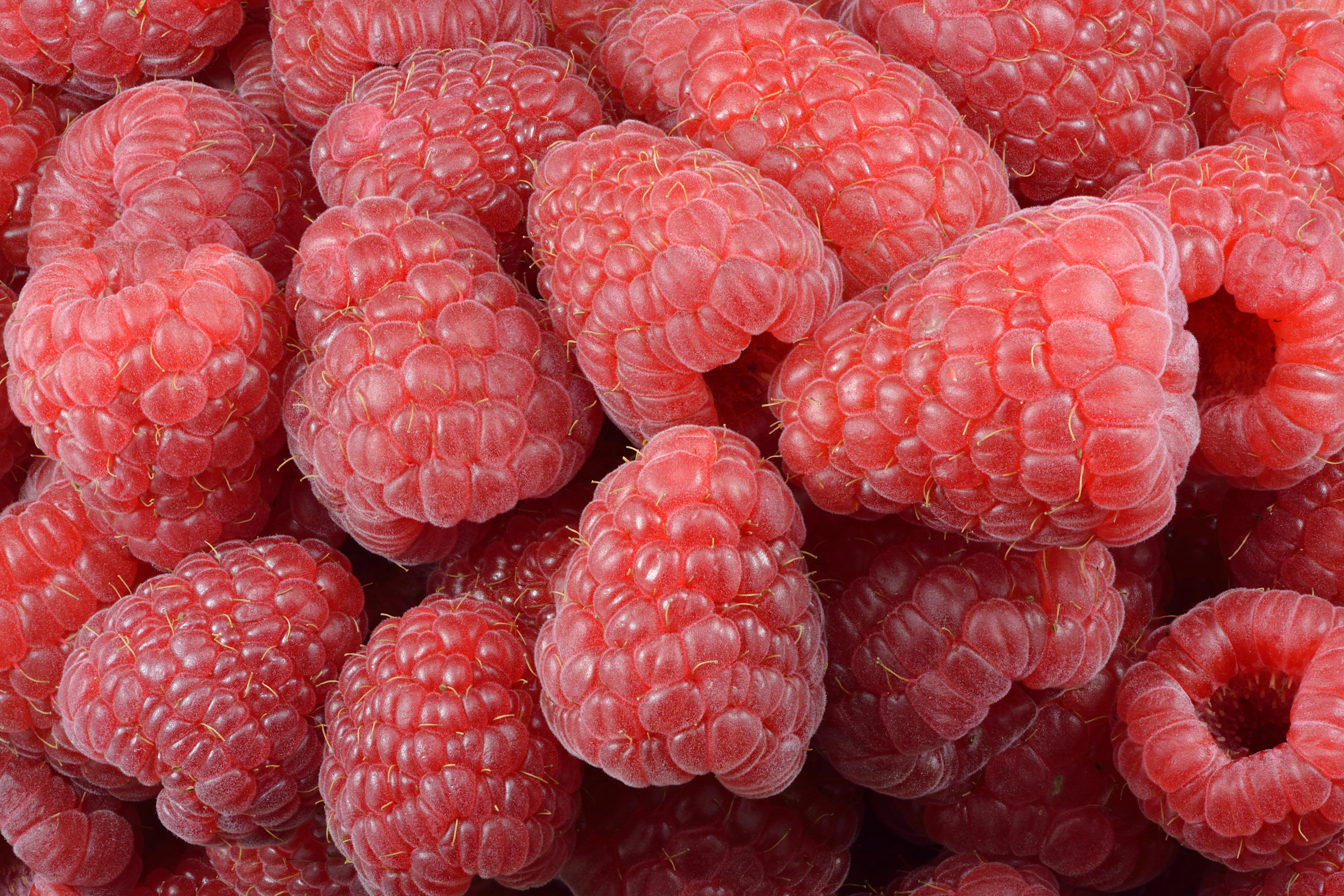
Owoce maliny właściwej

Malina – grupa gatunków z rodzaju Rubus L. Wyróżniana zwyczajowo ze względu na czerwoną barwę owoców i łatwość ich odpadania od dna kwiatowego (pozostałe gatunki noszą zwyczajową nazwę rodzajową jeżyna). U różnych odmian uprawnych owoce mogą być koloru od czarnego i purpurowego, przez czerwony, żółty, do białawego.
Grupa ta nie jest wyróżniana w randze taksonu w klasyfikacji biologicznej. 

## Gatunki
Do malin należą wybrani przedstawiciele podrodzajów Ideobatus (liście pierzastodzielne), Cylastis (liście trójdzielne) i Chamaemorus (pojedyncze, najczęściej klapowane liście, pędy bezkolcowe). 
Spośród gatunków rodzimych w Polsce do malin zaliczane są:
- malina kamionka Rubus saxatilis,
- malina moroszka Rubus chamaemorus – gatunek objęty w Polsce ochroną prawną,
- malina tekszla Rubus arcticus,
- malina właściwa Rubus idaeus.

Spośród gatunków spoza Polski do malin należą:
- malina omszona Rubus strigosus,
- malina zachodnia Rubus occidentalis.